# Wesley Pollemans
Wesley Pollemans (Breda, 2 maart 1988) is een voormalig Nederlandse profvoetballer die als verdediger speelt. 
Pollemans speelde in de jeugd bij TVC en later kreeg hij een kans bij NAC Breda. Vervolgens contracteerde RBC de verdediger, die zowel rechts als centraal in de defensie uit de voeten kan. Pollemans is een zoon van voormalig RBC-directeur Jan Pollemans. De speler maakte zijn debuut voor de Roosendalers op 16 oktober 2009, toen er met 0-2 werd gewonnen bij FC Omniworld. Na het faillissement van RBC kreeg Pollemans een contract aangeboden bij Antwerp FC, maar kreeg daar geen speelminuten meer in het eerste elftal. Na één seizoen bij de oudste club van België ontbond Pollemans zijn contract om weer in Nederland te gaan spelen maar kreeg geen profcontract meer. Hij kwam daarna sinds 2012 nog uit als amateur voor de Kozakken Boys. 
In de winterstop van het seizoen 2017-2018 maakte Pollemans de overstap naar SteDoCo.